# Ħ
Ħ, ħはラテン文字のHにストローク符号を付した文字である。マルタ語で無声咽頭摩擦音を表すのに使用する（アラビア文字のحに相当）。 

## 正書法以外での用法
国際音声記号の[ħ]は、無声咽頭摩擦音を表す。
小文字のイタリック体 ħ は、量子力学におけるディラック定数（換算プランク定数）を表す。この場合エイチ・バーと称される。頻繁に用いられる記号であり、専用の記号 ℏ（PLANCK CONSTANT、Unicode U+210F、JIS X 0213 1-3-61）があり、TeX には数式記号 {\displaystyle \hbar }（\hbar）が用意されている。
小文字はキリル文字のЋや、土星の記号 ♄ に代用されることがある。
| 大文字 | Unicode | JIS X 0213 | 文字参照       | 小文字 | Unicode | JIS X 0213 | 文字参照       | 備考 |
| ------ | ------- | ---------- | -------------- | ------ | ------- | ---------- | -------------- | ---- |
| Ħ      | U+0126  | ‐          | &#x126; &#294; | ħ      | U+0127  | 1-10-93    | &#x127; &#295; |      |